# هيلين بالمر
هيلين بالمر (بالإنجليزية: Helen Palmer)‏ هي ناشرة أسترالية، ولدت في 9 مايو 1917 في كيو ‏ في أستراليا، وتوفيت في 6 مارس 1979 في North Sydney ‏ في أستراليا.